# Children's Story
Singles de Slick Rick
Teenage Love
(1988) Hey Young World
(1989)
Children's Story est une chanson de Slick Rick, deuxième single extrait de l'album The Great Adventures of Slick Rick. 

## Postérité
La chanson est classée 44e dans la liste des « 100 chansons rap d'About.com » et « 61e » des « 100 plus grandes chansons hip-hop » de VH1,.

## Reprises
La chanson a été reprise par :  
- Tricky sur Nearly God (2006),
- Everlast sur Eat at Whitey's (2000),
- Black Star (Talib Kweli et Mos Def) sur Black Star,
- Eminem ré-interprète la chanson en Can-I-Bitch,
- The Game dans la mixtape BWS Radio 5, intitulée en Compton's Story.

### Échantillonnage
- The House That Cee Built de Big Daddy Kane (1989)
- Lyrical Assassin de Legion of Boom(1989)
- If the Papes Come de A Tribe Called Quest (1990)
- One Time Gaffled Em Up de Compton's Most Wanted (1990)
- Daddy Rich in the Land of 1210 de 3rd Bass (1991)
- Throw Your Hands in the Air de Raw Fusion (1991)
- Here We Go Again de Def Jef (1991)
- Isn't He Something de Lord Finesse (1992)
- Christmas Is de Run–DMC (1992)
- From Jackin' to Rappin' de O.F.T.B. (1992)
- Knock Em Out Da Box de Naughty by Nature (1993)
- County Line de Coolio (1994)
- This Is How We Do It de Montell Jordan (1995)
- Touched de UGK (1996)
- Party 2 Nite (Remix) de Ladae! feat. Chubb Rock (1996)
- Brakes de De La Soul (1996)
- Drama de Ras Kass feat. Coolio (1996)
- Keep It Real (The Villain RMX) de MC Ren (1996)
- Hoo-Bangin' (WSCG Style) de Westside Connection feat. K-Dee, The Comrads and AllFrumTha I (1996)
- Plucker de Young Zee (1996)
- Anotha Hoe Story de N.O.H. Mafia (1996)
- Just Another Case de Cru feat. Slick Rick (1997)
- Pain (Forever) de Puff Daddy feat. G. Dep (1999)
- Bad Guys Always Die de Dr. Dre and Eminem (1999)
- Bottle Rocket de Swollen Members feat. Everlast, Evidence and Divine Styler (1999)
- The Tribute de Nonpoint feat. Grimm (2000)
- Skull & Crossbones de Del the Funky Homosapien (2000)
- Gossip Folks de Missy Elliott feat. Ludacris (2002)
- A Slick Response de Cormega (2002)
- Can-I-Bitch de Eminem (2003)
- Elevator Music de Ugly Duckling (2004)
- Still Grimey de U-God & Sean Price & Prodigal Sunn & C-Rayz Walz (2004)
- Bedtime Story de AZ (2005)
- Save Me de Mary Mary (2005)
- The Emperor's Soundtrack de Lupe Fiasco (2006)
- If I (Original) de Ali Vegas (2006)
- In a Mess de Saigon (2007)
- Catacomb Kids de Aesop Rock (2007)
- So Ruff, So Tuff de Conejo (2007)
- Children's Story de Uncle Murda (2008)
- Don't Ya Dare Laugh de B-Real feat. Xzibit and Young De (2009)
- We Will Rob You de Raekwon feat. GZA, Masta Killa and Slick Rick (2009)
- Once Upon a Time de La Coka Nostra (2009)
- K-Town Story de Dumbfoundead (2009)
- Light Up the Night de Black Eyed Peas (2010)
- Gimme Da 90s de KRS-One and True Master (2010)
- A Southern Story de Bobde Creekwater (2010)
- Self Titled de Reks (2011)
- Mind Yuh Business de Problem Child (2012)